# Heru (Māori)

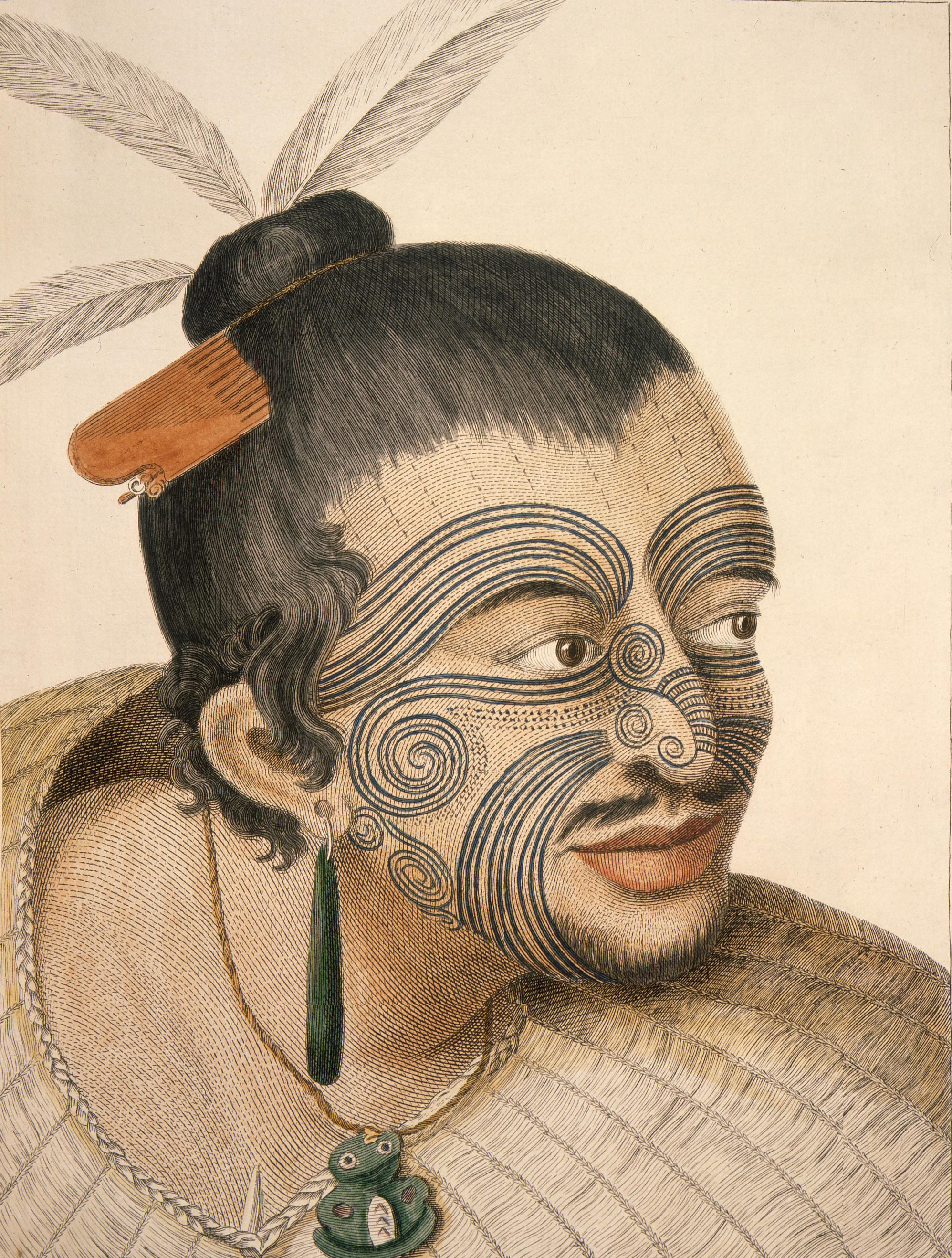
Māori mit Heru und Huia-Federn

Ein Heru ist ein traditioneller, als Schmuck und Statuszeichen verwendeter Kamm der Māori in Neuseeland. Er wurde entweder aus einem Stück Holz oder Walknochen geschnitzt oder es wurden die einzelnen Zähne mit Pflanzenfasern verwoben.
Verwendet wurde er von Männern, um ihr langes, geöltes Haar in Knoten hochzustecken. Der Kamm zeigte den Rang des Trägers an. Außer mit dem Kamm wurden die Haare mit Federn des Huia geschmückt.